# جاك إي. ووكر
جاك إي. ووكر (بالإنجليزية: Jack E. Walker)‏ هو محامي وسياسي أمريكي، ولد في 16 يوليو 1910، وتوفي في 21 سبتمبر 1979. حزبياً، نشط في الحزب الجمهوري. وقد انتخب عضو مجلس نواب إلينوي.